# Chorthippus oschei
Chorthippus oschei är en insektsart som beskrevs av Helversen, O. von 1986. Chorthippus oschei ingår i släktet Chorthippus och familjen gräshoppor.

## Underarter
Arten delas in i följande underarter:
- C. o. pusztaensis
- C. o. oschei